# مقصب

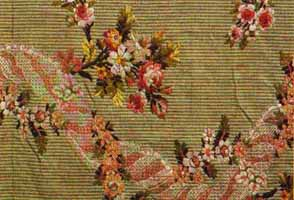
المقصب.

المُقَصَّب أو الدِّيباج أو المُوَشَّى نسيج ناعم موشى بخيوط ذهبية أو فضية أو غيرها.

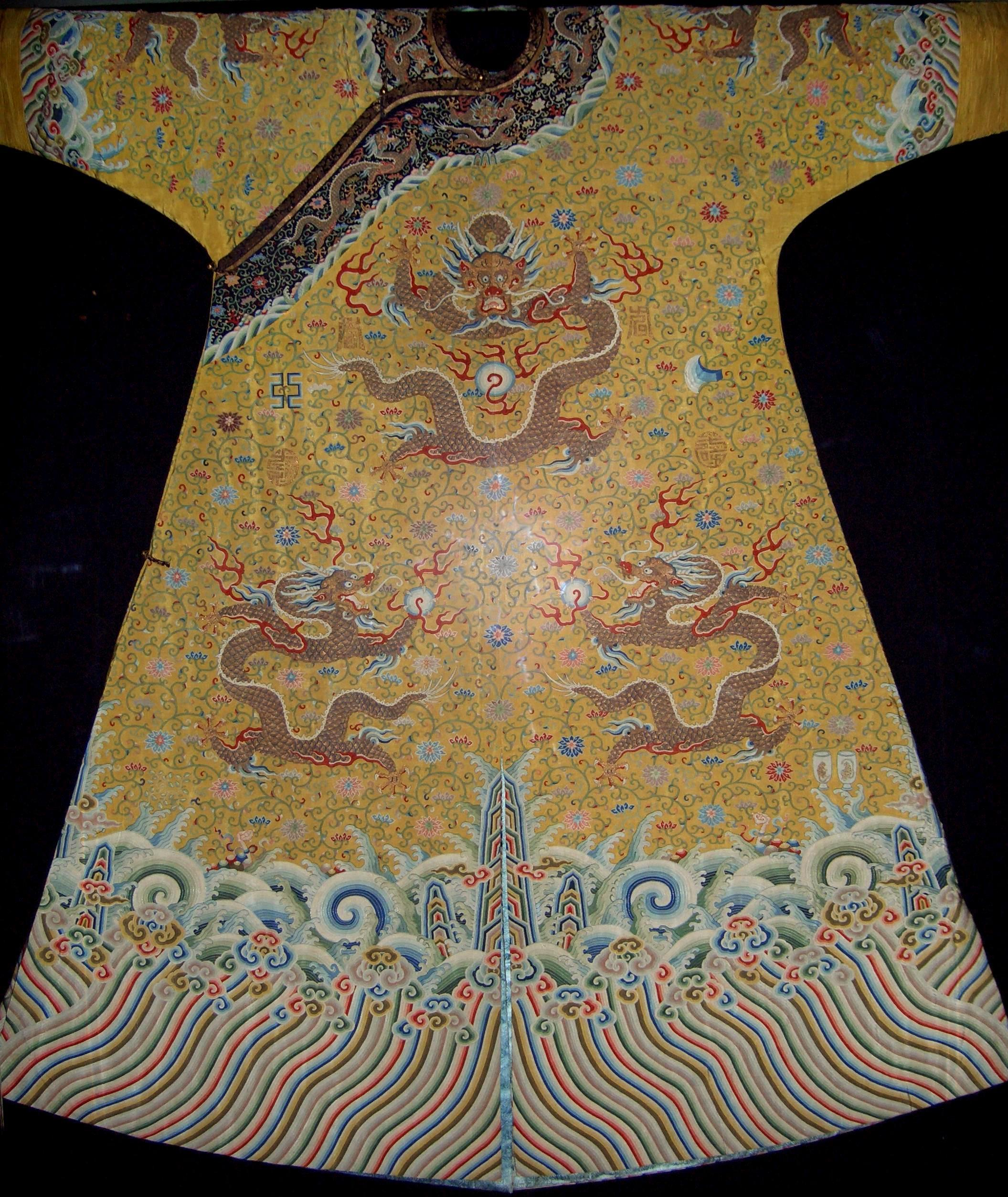
ثوب مقصب.

## معرض صور

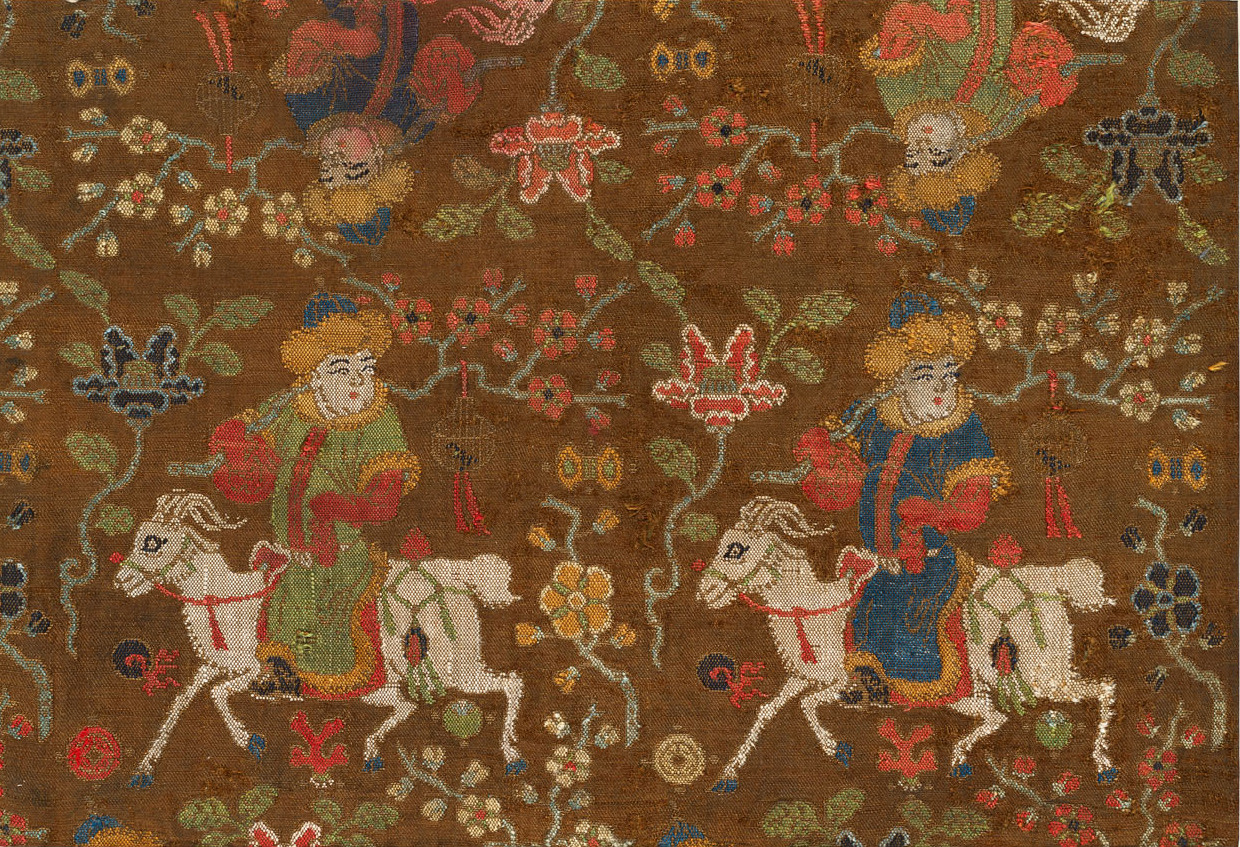
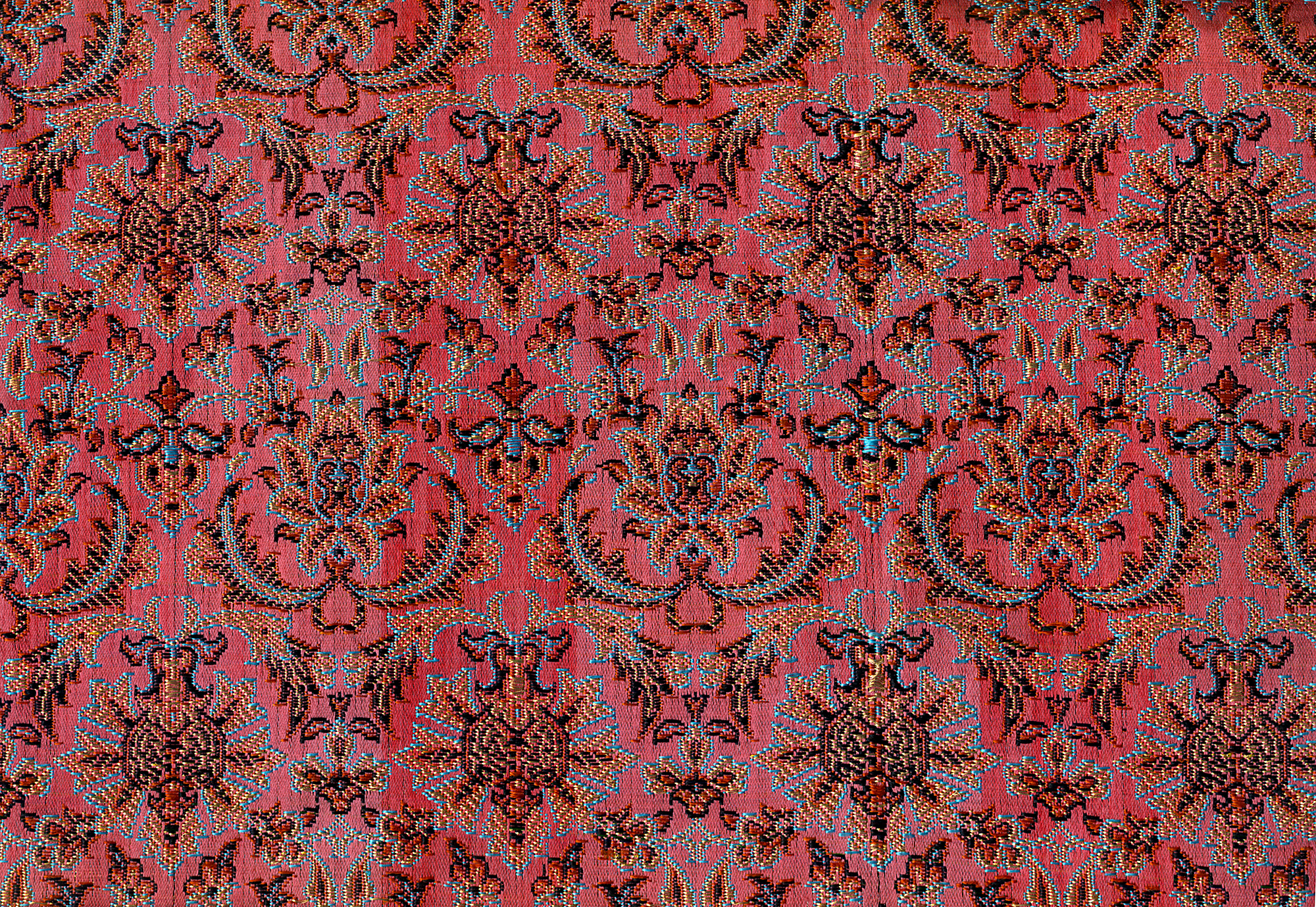
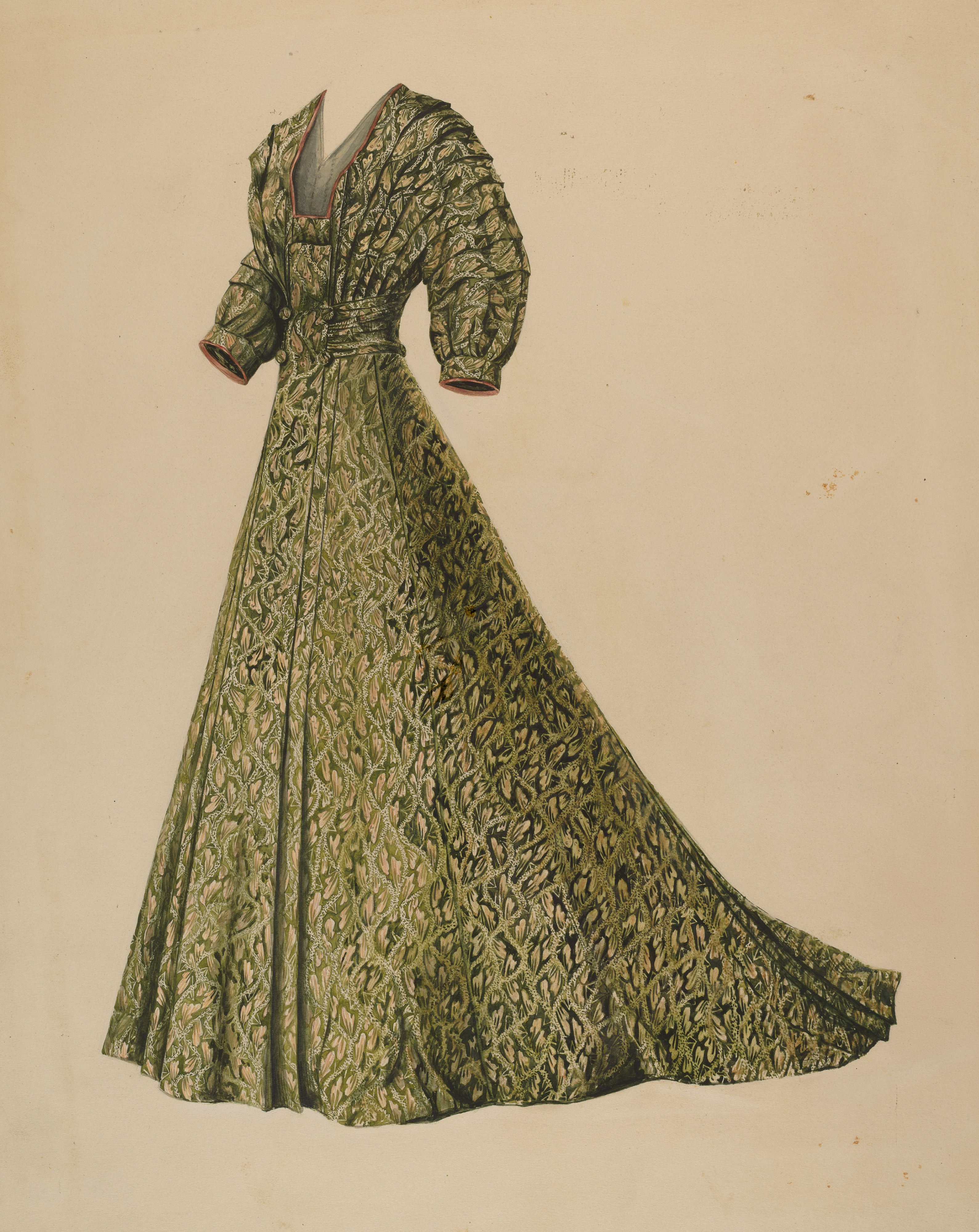